# باشگاه فوتبال مولودیه وجده
باشگاه فوتبال مولودیه وجده (عربی: مولودية وجدة) یک باشگاه فوتبال در شهر وجده، مراکش است.
این باشگاه که در سال ۱۹۴۶ تأسیس شده سابقه ۱ قهرمانی در لیگ دسته اول فوتبال مراکش و ۴ قهرمانی در جام حذفی فوتبال مراکش را در کارنامه دارد. 